# Alexander Porsev
Aleksandr Nikolaïevitch Porsev - en russe : Александр Николаевич Порсев et en anglais : Alexander Porsev - , né le 21 février 1986 en Oudmourtie, est un coureur cycliste russe.

## Biographie
Alexander Porsev commence sa carrière en 2008 dans l'équipe continentale russe Katyusha Continental. Lors de sa première année il termine, entre autres, cinquième de la Roue tourangelle et huitième du Bałtyk-Karkonosze Tour. Lors de la saison 2009, il remporte cinq étapes de la République de l'Udmurt Republic Stage Race, et prend la troisième place du classement général. Depuis 2010, il est membre de l'équipe Itera-Katusha. Il compte quatre victoires en 2010, dont deux étapes  du Tour du Loir-et-Cher.
Sa prolifique saison 2010 lui vaut un ticket pour participer à la course en ligne des championnats du monde élites à Melbourne, où il a pour rôle d'épauler le leader de l'équipe russe, Alexander Kolobnev.
Après deux saisons dans les équipes réserves de la Katusha, il rejoint l'équipe ProTour en 2011. Présélectionné pour participer au Tour de France, il doit y renoncer à la suite d'une chute lors de la course belge Halle-Ingooigem, qui lui cause une commotion cérébrale. En 2013, il obtient sa première victoire avec Katusha en gagnant la première étape du Tour de Luxembourg. L'année suivante, il est champion de Russie sur route, poursuivant ainsi la domination de Katusha sur ce championnat depuis 2009. Devenu le « poisson-pilote » du sprinter norvégien Alexander Kristoff, il participe à ses côtés au Tour de France 2014, son premier grand tour. Arrivant hors délai à Chamrousse lors de la treizième étape, il ne termine pas ce Tour.
Entre 2017 et 2019, il est membre de l'équipe russe de deuxième division Gazprom-RusVelo.

## Palmarès et classements mondiaux

### Palmarès
- 2008
  - 3e du championnat de Russie du contre-la-montre espoirs
- 2009
  - 2e, 3e, 4e, 5e et 6e étapes de l'Udmurt Republic Stage Race
  - 3e de l'Udmurt Republic Stage Race
  - 3e du Duo normand (avec Evgeny Popov)
- 2010
  - 1re et 3e étapes du Tour du Loir-et-Cher
  - 1re et 3e étapes du Tour de Slovaquie
  - 2e de la Mayor Cup
  - 2e du Mémorial Oleg Dyachenko
  - 3e de la Coupe Sels
- 2012
  - 2e du Trofeo Migjorn
  - 3e du Trofeo Palma
- 2013
  - 1reb étape de la Semaine internationale Coppi et Bartali (contre-la-montre par équipes)
  - 1re étape du Tour de Luxembourg
- 2014
  -  Champion de Russie sur route
  - 3e du Velothon Berlin
  - 3e de la World Ports Classic
- 2016
  - 4e étape du Tour de Slovénie
  - 2e de Paris-Bourges
- 2017
  -  Champion de Russie sur route
- 2018
  - 2e du championnat de Russie sur route

### Résultats sur les grands tours

#### Tour de France
1 participation
- 2014 : hors délais (13e étape)

#### Tour d'Italie
2 participations
- 2015 : 132e
- 2016 : 145e

### Classements mondiaux
| Année            | 2008 | 2009 | 2010 | 2011 | 2012 | 2013 | 2014 | 2015 |
| ---------------- | ---- | ---- | ---- | ---- | ---- | ---- | ---- | ---- |
| UCI World Tour   |      |      |      | 227e | 242e | 205e | nc   | 169e |
| UCI America Tour |      |      | 272e |      |      |      |      |      |
| UCI Europe Tour  | 606e | 441e | 51e  |      |      |      |      |      |